# Leça da Palmeira
Leça da Palmeira era una freguesia portuguesa del municipio de Matosinhos, distrito de Oporto.

## Historia
Fue suprimida el 28 de enero de 2013, en aplicación de una resolución de la Asamblea de la República portuguesa promulgada el 16 de enero de 2013 al unirse con la freguesia de Matosinhos, formando la nueva freguesia de Matosinhos e Leça da Palmeira.

## Patrimonio
En esa localidad se hallan las Piscinas de Marés, un conjunto de piscinas muy famoso.
Fue construido en la década de 1960 e inaugurado en 1966; el proyecto es del arquitecto Álvaro Siza Vieira. 